# Saumeray
Saumeray – miejscowość i gmina we Francji, w Regionie Centralnym, w departamencie Eure-et-Loir.
Według danych na rok 1990 gminę zamieszkiwały 333 osoby, a gęstość zaludnienia wynosiła 17 osób/km² (wśród 1842 gmin Regionu Centralnego Saumeray plasuje się na 813. miejscu pod względem liczby ludności, natomiast pod względem powierzchni na miejscu 674.).